# Postauto
PostAuto Schweiz (ve švýcarské standardní němčině, oficiálně PostAuto AG), CarPostal Suisse ve švýcarské francouzštině (CarPostal S.A.), AutoPostale Svizzera ve švýcarské italštině (AutoPostale S.A.) a AutoDaPosta Svizra v rétorománštině (AutoDaPosta S.A.) je dceřinou společností švýcarské pošty Swiss Post, která zajišťuje regionální a venkovskou autobusovou dopravu po celém Švýcarsku a také ve Francii, Německu a Lichtenštejnsku.
Služba PostAuto se vyvinula jako motorizovaný nástupce dostavníků, které dříve ve Švýcarsku převážely cestující a poštu, přičemž švýcarská pošta zajišťovala přepravu cestujících i pošty poštovními autobusy. Ačkoli tato kombinace byla v předchozích desetiletích samozřejmá, ke konci dvacátého století, kdy se postupně oddělila přeprava zásilek od veřejné dopravy, se potřeby obou těchto služeb rozešly. Toto rozdělení se stalo oficiálním přeměnou společnosti PostAuto na samostatnou dceřinou společnost švýcarské pošty v únoru 2005.
Autobusy provozované společností PostAuto jsou švýcarskou ikonou s charakteristickým žlutým lakováním a třítónovou houkačkou. Společnost používá na svých autobusech i jinde jako logo obrázek poštovního rohu. Na některých horských silnicích, označených dopravní značkou žlutého poštovního rohu na modrém pozadí, má veřejná doprava, zejména poštovní autobusy, přednost před ostatními účastníky provozu a účastníci provozu se musí řídit pokyny řidičů veřejné dopravy.

## Historie

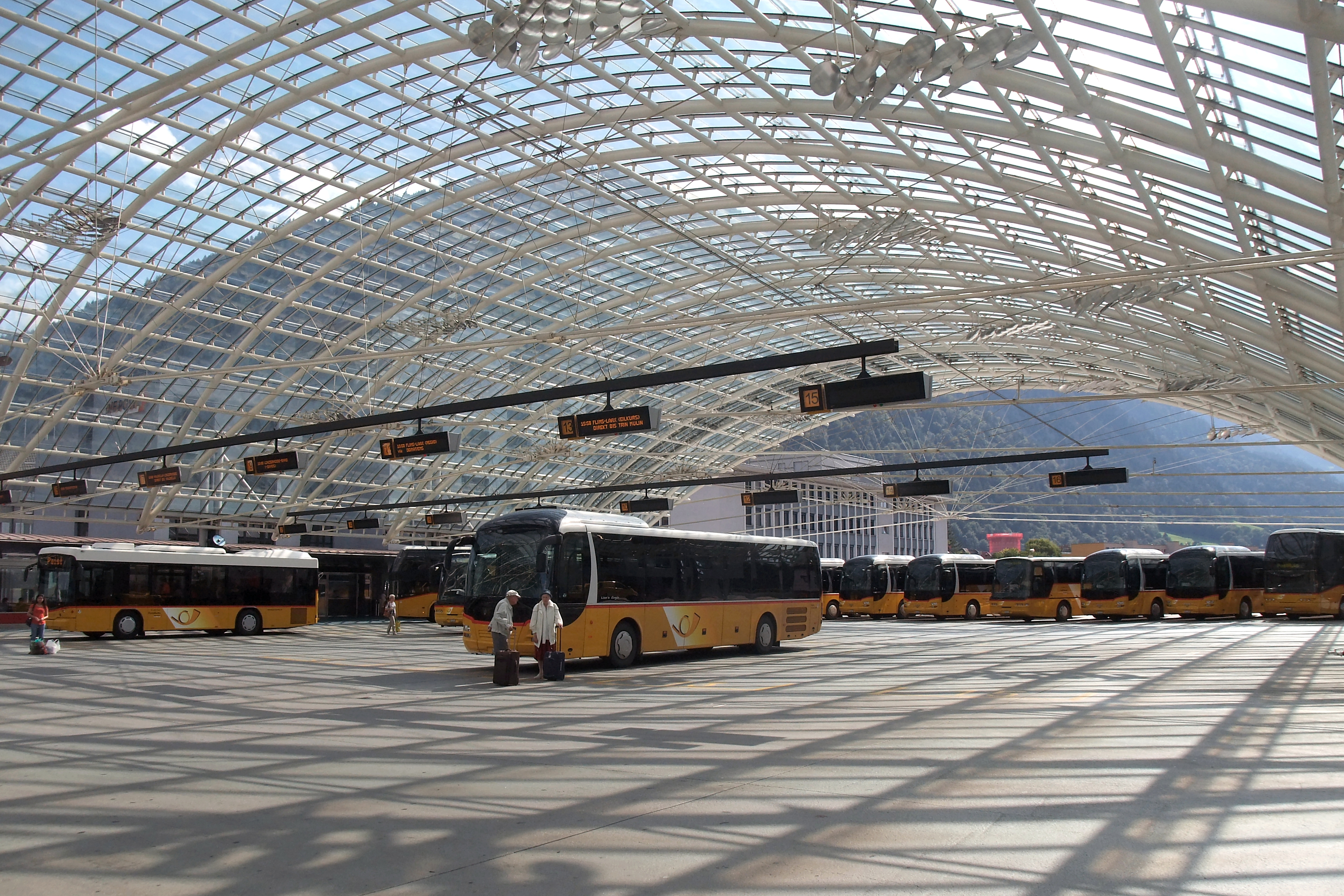
Autobusové nádraží v Churu

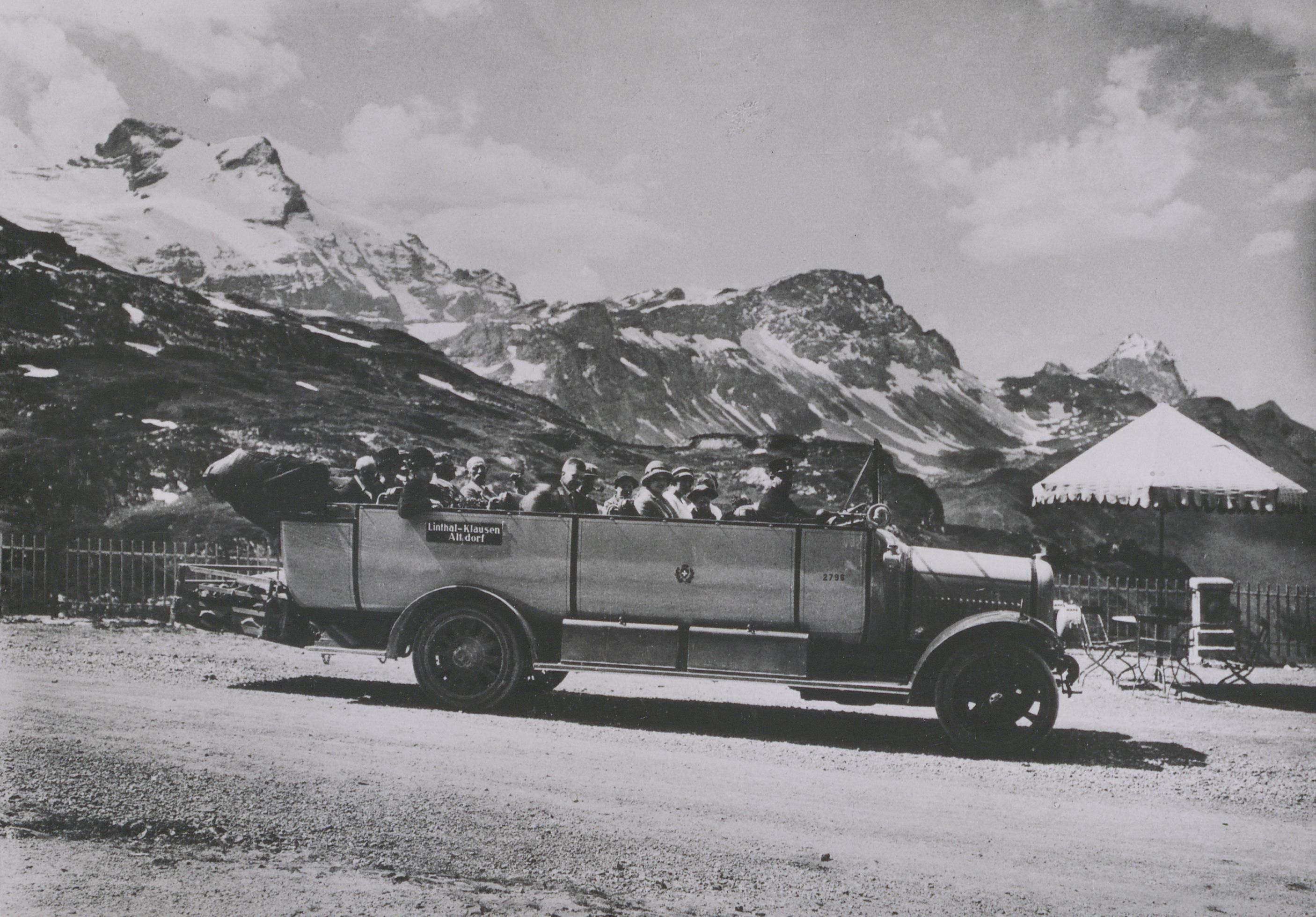
Historický snímek poštovního autobusu na Klausenpass

První poštovní autobus (často nazývaný jednoduše Postbus) vyjel z Bernu do Detligenu 1. června 1906. V roce 1919 následovaly první trasy přes alpské průsmyky, a to v oblasti Simplonu. Švýcarská cestovní pošta (Schweizerische Reisepost), jak se poštovní autobusová doprava až do 90. let 20. století nazývala, postupně nahradila koňské povozy poštovními autobusy, ale díky monopolu otevřela linky i do mnoha nových oblastí. V roce 1930 se poštovní dostavníky, tažené koňmi, staly téměř bezvýznamnými. Na 94 tratích o celkové délce 596 km bylo jimi přepraveno už pouze 0,6 % cestujících. Poslední dostavníková poštovní linka jezdila mezi Crestou a Jufem (obec Avers v kantonu Graubünden) v roce 1961.
Po vyčlenění Poštovní, telefonní a telegrafní společnosti (PTT z německého Die Post-, Telefon- und Telegrafenbetriebe) si tato některé vozy ponechala pro sebe. Stejně jako všechny vozy patřící poště však měly i tyto autobusy státní poznávací značky s označením „P“ namísto obvyklé kantonální zkratky. PTT většinou zadávala dopravní zakázky soukromým provozovatelům autobusové dopravy, vlastníkům samotných postbusů. Tato obchodní politika je zachována dodnes. Většina poštovních autobusů měla v zadní části dveře, které usnadňovaly nakládání a vykládání zboží. Většina z nich byla švýcarské značky Saurer, Berna a FBW. K nim se připojily podobné autobusy značek Mercedes-Benz a Volvo. V 90. letech byly v celé zemi nahrazeny modernějšími autobusy.
V roce 2003 poštovní autobusy poprvé přepravily více než 100 milionů cestujících. První zahraniční linky byly spuštěny v roce 2001 v případě Lichtenštejnského knížectví a v roce 2004 ve Francii.
V roce 2011 představila společnost první švýcarské autobusy na palivové články (v Bruggu v kantonu Aargau) a první stanice PubliBike, celostátní samoobslužnou službu pro jízdní kola. V roce 2016 společnost PostAuto zahájila pilotní projekt SmartShuttle v Sionu, první autonomní autobusy veřejné dopravy na světě. V Saas-Fee byl v zimě 2016/2017 uveden do provozu první plně elektrický Postbus.

## Vnější design

Dopravní značka, upozorňující na přednost Postbusu v provozu

Poštovní autobusy se vyznačují zejména žlutým lakem, podle kterého jsou rozeznatelné již z dálky. Detaily nátěrů a nápisů se v průběhu desetiletí měnily. V současné době se skládá ze žluté karoserie, červené čáry vedoucí kolem spodního okraje oken, bílé střechy a velkého stylizovaného sloupku s klaksonem na bocích.
S Postbusy je také úzce spjat charakteristický trojitý klakson, jehož tónová sekvence pochází z andante předehry k Rossiniho Vilému Tellovi a skládá se z tónů c-karp-e-a v A dur. Trojitý klakson se používá v běžném provozu na silnicích horských poštovních linek k signalizaci nebo upozornění například v nepřehledných zatáčkách; k tomuto účelu jej mohou používat i autobusy jiných licencovaných společností. Kromě policejních a záchranářských vozidel jsou poštovní autobusy a další autobusy na horských silnicích jedinými motorovými vozidly ve Švýcarsku, u nichž je povoleno používat vícetónové houkačky.
Se vstupem na nové trhy, například s provozem regionálních autobusů v jednotlivých kantonech či okresech, se objevily i Postbusy v jiných barvách. Nový vývoj nastal, když kanton Aargau nařídil všem autobusovým a úzkorozchodným železničním společnostem, aby svá vozidla opatřily jednotným bílým vzhledem s černo-červeno-modrými pruhy, a doložily tak svou příslušnost k tarifnímu sdružení A-Welle. Toto nové barevné pojetí však vyvolalo rozhořčení mnoha obyvatel Aargau. Přenesení kompetencí z kantonu Aargau na radu sdružení A-Welle nyní ponechává na dopravních podnicích, zda budou používat design A-Welle, nebo svou vlastní podobu (s logem A-Welle). PostAuto proto opět pořizuje nová vozidla v tradiční poštovní žluté barvě.

## Organizace

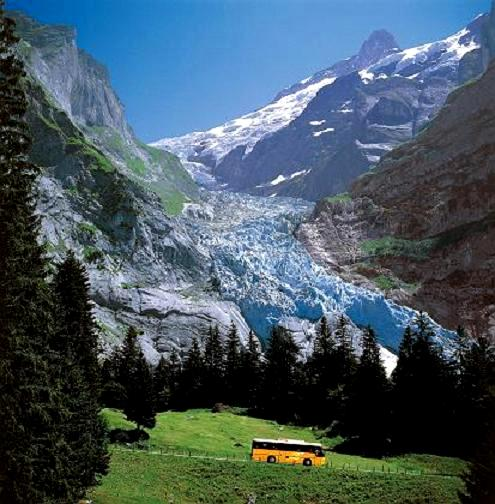
Poštovní autobus nedaleko Grindelwaldu

PostAuto je členem koncernu švýcarské pošty Swiss Post. Má následující strukturu:
- Švýcarský trh zahrnující regiony Bern, severní Švýcarsko, Valais, západní Švýcarsko, Graubünden, východní Švýcarsko, Ticino, střední Švýcarsko, Curych a PostBus Liechtenstein
- Mezinárodní trh, zahrnující 10 dceřiných společností ve Francii
- Finance a IT
- Výroba
- Komunikace a vztahy s veřejností
- Strategie a projekty
- Řešení mobility
- Lidské zdroje

Jako licencovaný dopravní podnik provozuje PostAuto v současné době ve Švýcarsku 993 linek poštovních autobusů o celkové délce 18 026 kilometrů. Celkem 2506 vozidel ročně přepraví přibližně 135 milionů cestujících. Linky jsou provozovány buď vlastními zaměstnanci společnosti PostAuto AG (podniky veřejné služby), nebo zhruba 150 smluvními partnery, tzv. smluvními společnostmi PostAuto, s vlastními zaměstnanci. Společnost PostAuto AG zaměstnává 2287 osob na plný úvazek (administrativní pracovníci a řidiči). Smluvní společnosti PostAuto zaměstnávají 1628 osob.
PostAuto nabízí komplexní služby ve veřejné, poloveřejné a soukromé osobní dopravě:
- PostAuto – pravidelná linková doprava (místní, regionální, dálková, výletní)
- PubliCar – systém autobusů na zavolání pro řídce osídlené oblasti
- PubliRide – PubliRide je společná regionální síť pro sdílení automobilů společností PostAuto a flinc AG, kombinující spolujízdu a veřejnou dopravu
- ScolaCar –  minibusy pro školní dopravu
- Cestování a volný čas – soukromé cesty (zájezdy a charterová doprava)

Společnost PostAuto je jedním z klíčových členů systému švýcarské veřejné autobusové dopravy a poskytuje různé systémové služby. Mezi ně patří například provozování prodejních systémů s podporou IT pro několik společností v rámci jednotlivých tarifních systémů.